# جيريمي سكوت (مصمم أزياء)
جيريمي سكوت (بالإنجليزية: Jeremy Scott)‏ هو مصمم أزياء أمريكي، ولد في 8 أغسطس 1975 في كانساس سيتي في الولايات المتحدة.

## وصلات خارجية
- الموقع الرسمي